# Sant Feliu de Buixalleu
Sant Feliu de Buixalleu (spanisch Sant Felíu de Buxalleu) ist eine katalanische Gemeinde mit 878 Einwohnern (Stand: 2024) in der Provinz Girona im Nordosten Spaniens. Sie liegt in der Comarca Selva. Die Gemeinde besteht neben dem Hauptort Girons aus den Ortschaften Gaserans und Sant Felíu de Buixalleu.

## Geographie
Sant Feliu de Buixalleu liegt etwa 25 Kilometer südwestlich von Girona und etwa 67 Kilometer nordöstlich von Barcelona in einer Höhe von ca. 400 m. Im Gemeindegebiet liegt der Sportflugplatz Club Aeronautica Catalunya.

## Demografie
| 1970 | 1981 | 1991 | 2001 | 2011 | 2021 |
| ---- | ---- | ---- | ---- | ---- | ---- |
| 781  | 615  | 592  | 702  | 790  | 809  |

## Kultur und Sehenswürdigkeiten
- Burg von Montsoriu
- Felixkirche in Sant Felíu de Buixalleu
- Laurentiuskirche in Gaserans
- Gabrieliskirche in Girona
- Siegmundskapelle
- Barbarakapelle

Siehe auch: Liste der Kulturdenkmäler in Sant Feliu de Buixalleu

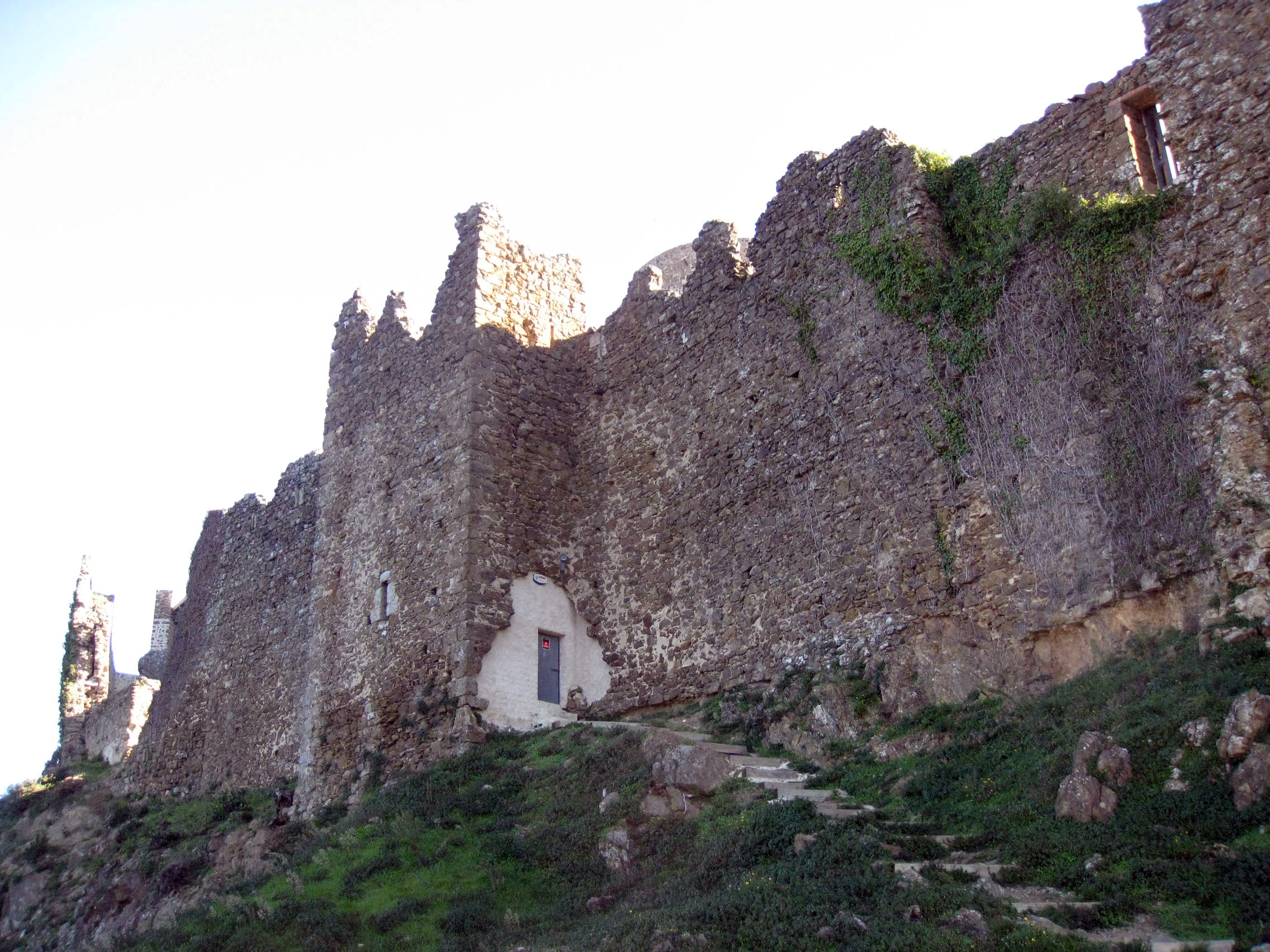
Burganlage von Montsoriu
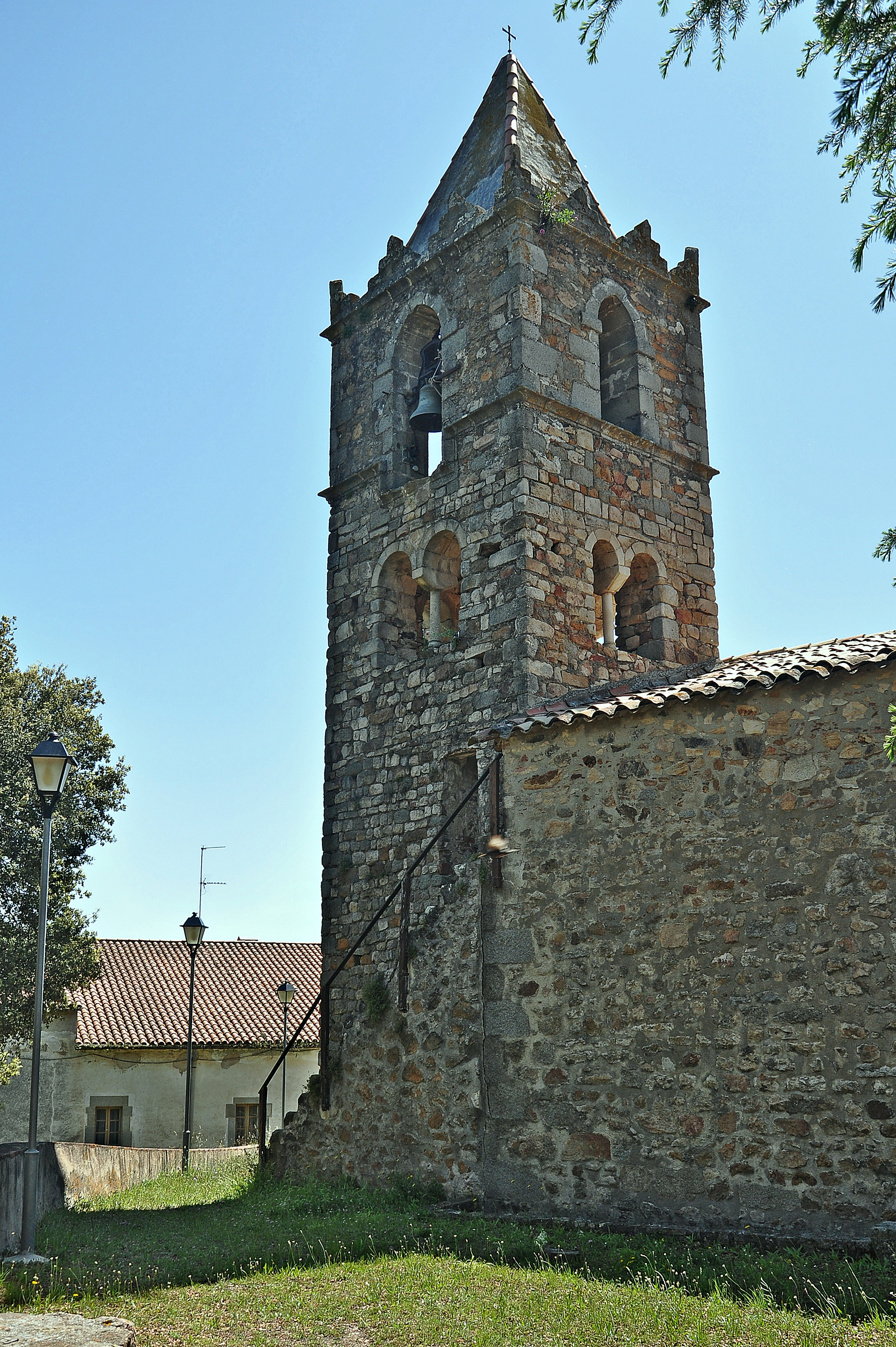
Felixkirche
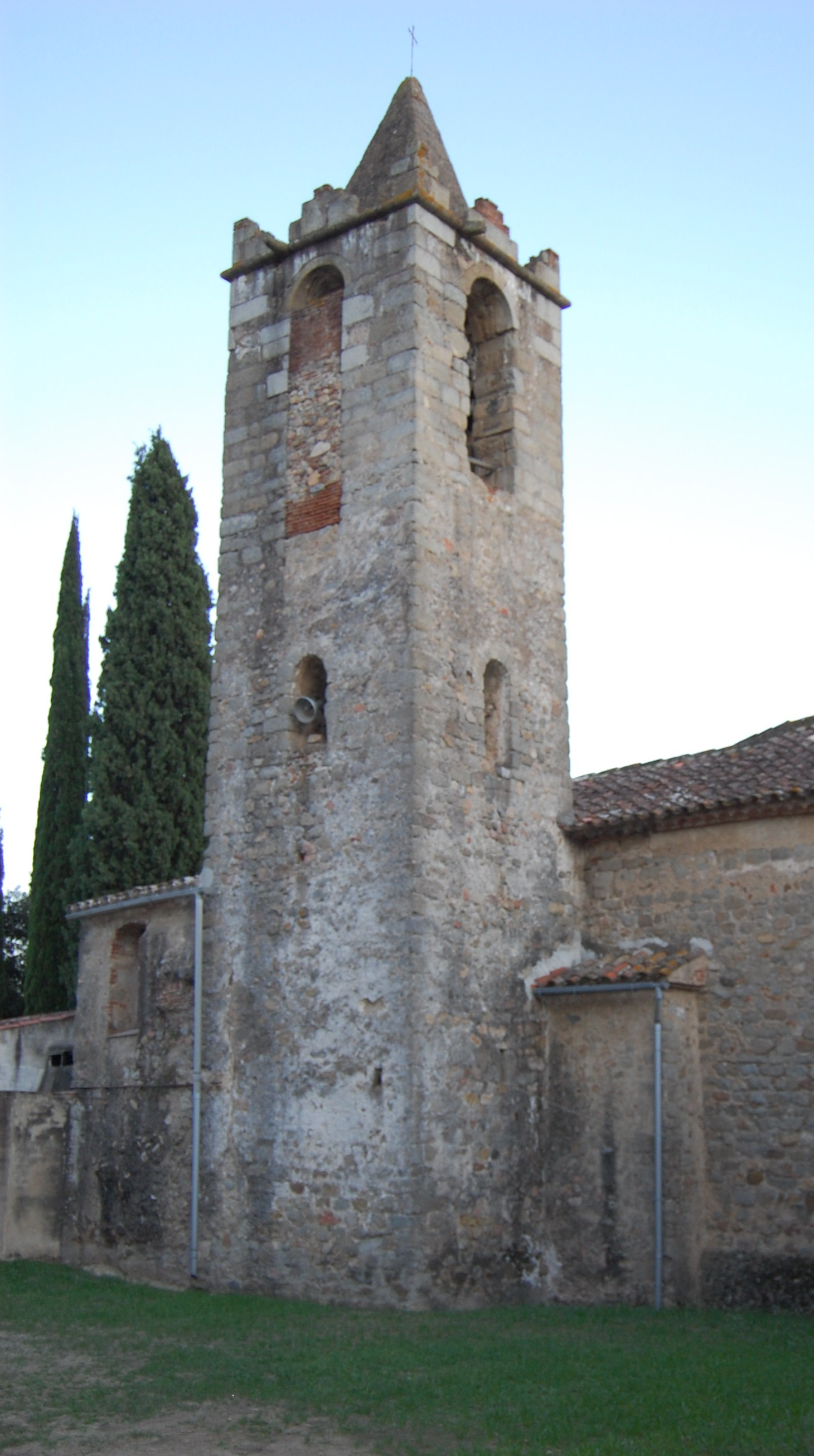
Laurentiuskirche
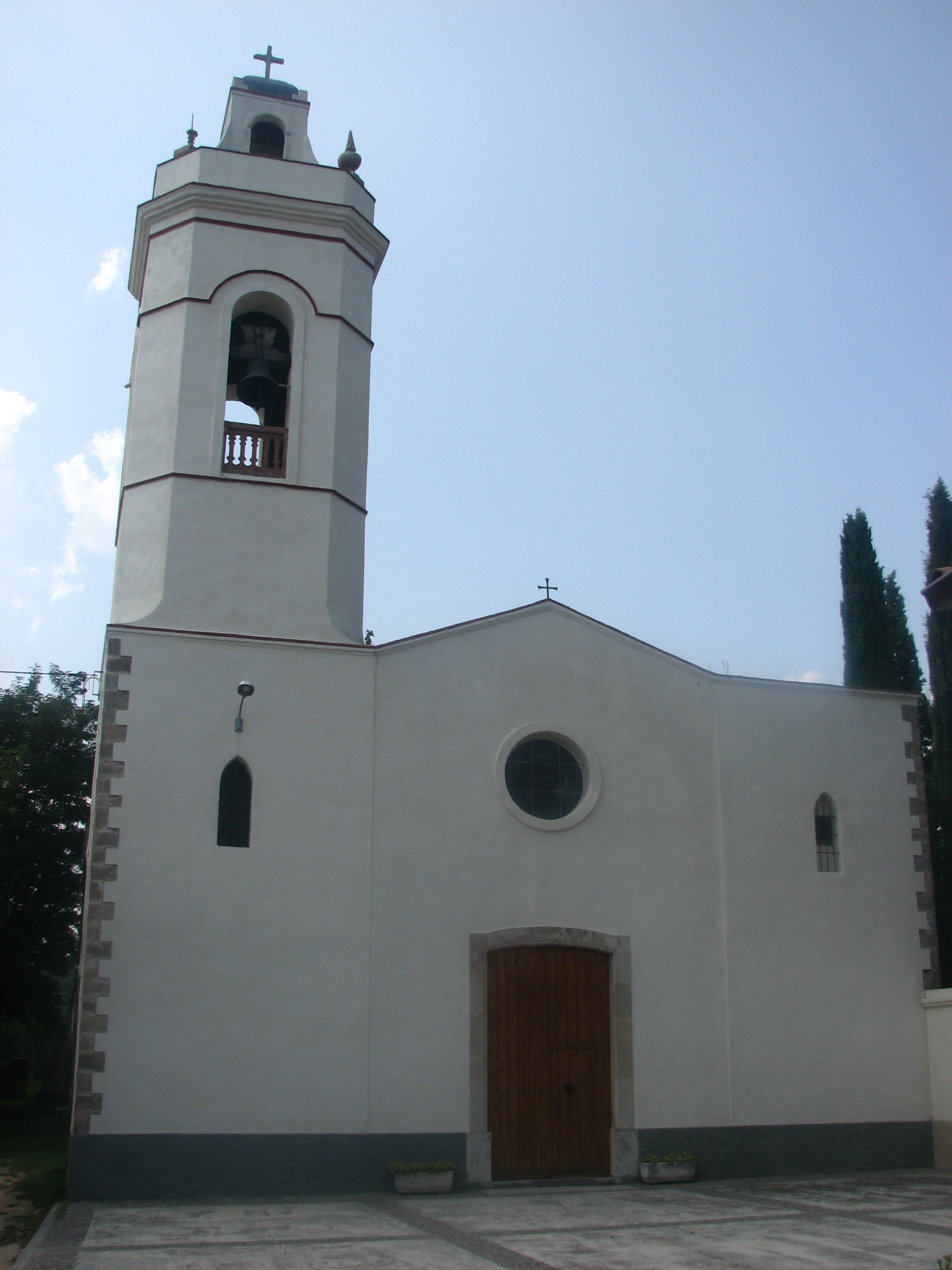
Gabrieliskirche